# Fagersta
Fagersta ( ouça a pronúncia) é uma cidade industrial do condado de Västmanland, no centro da Suécia. Sua população em 2020 era de 11 826 habitantes. É a capital da comuna de Fagersta.

A cidade está situada na região mineira de Bergslagen. Hoje em dia, ainda tem várias empresas dedicadas ao fabrico de peças de aço. 

## Comunicações
A cidade de Fagersta é atravessada pelas estradas nacionais 66 (Västerås-Noruega) e 68 (Örebro-Gävle), assim como pelas ferrovias Ludvika-Estocolmo e Avesta-Örebro. 